# Usz (władca Ummy)
Usz – władca sumeryjskiego miasta-państwa Umma, panujący w 1 połowie XXV w. p.n.e. Wspomniany jest w inskrypcji Entemeny, władcy miasta-państwa Lagasz, opisującej historię konfliktow pomiędzy miastami-państwami Umma i Lagasz.